# Kenji Arabori
Kenji Arabori (荒堀 謙次 Arabori Kenji?), född 31 juli 1988 i Shiga prefektur, är en japansk fotbollsspelare.
Arabori började sin karriär 2011 i Yokohama FC. Efter Yokohama FC spelade han för Tochigi SC, Shonan Bellmare, Montedio Yamagata och Kamatamare Sanuki.